# (2649) Oongaq
(2649) Oongaq es un asteroide perteneciente al cinturón de asteroides, descubierto el 29 de noviembre de 1980 por Edward Bowell desde la Estación Anderson Mesa (condado de Coconino, cerca de Flagstaff, Arizona, Estados Unidos).

## Designación y nombre
Designado provisionalmente como 1980 WA. Fue nombrado Oongaq en homenaje a la lengua hopi cuya palabra "oongaq" significa "de allá arriba".